# Heliconius marius
Heliconius marius är en fjärilsart som beskrevs av Gustav Weymer 1890. Heliconius marius ingår i släktet Heliconius och familjen praktfjärilar. Inga underarter finns listade i Catalogue of Life.